# Meer (hethitische Gottheit)
Das Meer (hethitisch Aruna) ist eine hethitische Gottheit, die nach dem Element benannt ist, das sie verkörpert. Das Meer ist männlichen Geschlechts. Es hat Züge des hattischen Meeresgottes angenommen, der gleichfalls Meer (hattisch Ḫa) heißt.

## Verehrung
Im hethitischen Großreich zählte das Meer, namentlich das große Meer (Mittelmeer) zu jenen Gottheiten, die dem Staatspantheon angehörten. In der Verehrung des großen Meeres und des mysteriösen tarmana-Meeres im 13. Jahrhundert v. Chr. übernahm vor allem die luwische Quellgöttin Iyaya eine bedeutende Rolle, aber auch die Sonnengottheit und die Götter Teššub, Tašmišu/Šuwaliyat, der KAL-Gott, die Sonnengöttin der Erde, der Kriegsgott, Ḫuriyanzipa und Ḫalki sowie die heiligen Berge Arara, Amuna und Tašša finden im Ritualtext Erwähnung.
Im großreichszeitlichen Kult der südanatolischen Stadt Ḫubišna gehörte das Meer gemeinsam mit der Göttin Anna, der Gottheit Zarnizza und dem Šarmamma-Fluss zu jenen Gottheiten, die im Gefolge der Göttin Ḫuwaššanna verehrt wurden.
Auch in Zalpa wurde dem Meer geopfert, hier zusammen mit der Gottheit Ḫalipinu.

## Mythen
In einem aus mittelhethitischer Zeit überlieferten Mythos, der wohl Teil eines Rituals zur Beruhigung des Meeres war, raubt der Meeresgott die Sonne. Das Meer wird in diesem Mythos explizit als großes Meer bezeichnet. Dadurch, dass das Meer die Sonne (Ištanu) vom Himmel holt und in seiner Tiefe verbirgt wird es auf Erden finster und schlimm. Daher fordert der Wettergott Tarḫunna seinen Sohn Telipinu auf, dass er die Sonne wiederbeschaffe. Telipinu fügt sich der Weisung seines Vaters und geht zum Meer. Beim Anblick des nahenden Telipinu beginnt der Meeresgott sich zu fürchten und gibt die Sonne wieder her. Außerdem gibt er dem Telipinu seine Tochter. Bei der Tochter des Meeres könnte es sich dem Namen nach um die Göttin Ḫatepuna handeln. Telipinu bringt die Sonne und die Meerestochter aus der Meerestiefe an Land zu Tarḫunna. Alsbald kommt aber auch ein Bote des Meeres zum Wettergott, der im Namen des Meeres einen Brautpreis für die von Telipinu geraubte Braut verlangt. In dieser Angelegenheit fragt Tarḫuna die Muttergöttin Ḫannaḫanna um Rat und sie bestimmt, dass der Wettergott den Brautpreis zu zahlen habe. Tarḫunna gibt dem Meer tausend Rinder und tausend Schafe, womit dieses sich zufriedengibt und auf diese Weise der Eheschließung zwischen Telipinu und Ḫatepuna zustimmt.
Auch im Mythos vom Frostdämon Ḫaḫḫima spielt das Meer eine Rolle. Ḫaḫḫima droht damit die Sonne zu packen und zu verbergen. Das hört die Meerestochter(?). Jedenfalls ruft Ḫatepuna vom Himmel herab ihren Vater, das Meer, an und dieser erhört sie. Um die Sonne zu retten, schließt er sie in seinem Gemach in einer Kanne mit Wachsverschluss und Kupferdeckel ein.